# Guadiaro
Guadiaro (Río Guadiaro) er en flod i Andalusien, Spanien.
36°16′57″N 5°16′36″V / 36.2825°N 5.2767°V